# 邁克爾·伍德福特 (行政人員)
邁克爾·C·伍德福特，MBE（日语：或日语：，1960年6月12日—），是日本工作的英國人的企業家，日本奧林巴斯股份有限公司前首席執行官。被英國頒發MBE勳銜。

## 生平
1960年，出生於英國利物浦，在17歲就讀「米爾班克商業學校」。到了1981年，委任英國醫療器械製造商「凱默股份有限公司」。1986年，「凱默股份有限公司」被奧林巴斯收購，在入行10年的伍德福特，在1991年，躍升為總裁。
2003年6月，開始委任奧林巴斯凱默股份有限公司總裁，2004年10月，委任奧林巴斯醫療系統股份有限公司常務董事一職，也是首家日本外籍工作事例，2005年1月，開始調任位於德國漢堡總部的，奧林巴斯醫療系統（歐洲）股份有限公司總裁，2008年4月，重返「凱默股份有限公司」董事長，以及奧林巴斯歐洲控股股份有限公司總裁一職。

## 委任奧林巴斯股份有限公司社長
2008年6月，伍德福特前往東京都，委任奧林巴斯董事會一職，2年後，2011年4月1日，委任總裁及首席營運官，但在6月29日於股東大會時，已被菊川剛接替總裁一職。

## 連結
- 奧林巴斯股份有限公司2011年3月31日業績報告 （只供英文版） （页面存档备份，存于） 邁克爾·C·伍德福特和菊川剛在總部合照。
- （中國中央電視台：CEO行踪）伍德福特：奥林巴斯称其破坏公司声誉 欲提起诉讼 （页面存档备份，存于）